# Finská rallye 1987
Finská rallye 1987 byla desátou soutěží mistrovství světa v rallye 1987. Zvítězil zde Markku Alen s Lancií Delta HF. Po delší pauze se do soutěží vrátil tým Ford M-Sport.

## Průběh soutěže
V prvních testech vedl Markku Alen s vozem Lancia Delta HF. Druhý byl jeho týmový kolega Juha Kankkunen. Za nimi se držel Stig Blomqvist na voze Ford Sierra RS Cosworth. Čtvrtý byl Timo Salonen ve voze Mazda 323 4WD. ve třetím testu těžce havaroval Hannu Mikkola s Audi 200 Quattro. Za Salonenem se držel Ari Vatanen s další Sierrou, který za volant továrního vozu posadil poprvé od Argentinské rallye 1985. V jedenáctém testu odstoupil jezdec Mazdy Mikael Sundström. Sedmý byl Per Eklund na voze Audi Quattro a osmý Ingvar Carlsson s další Mazdou.
Ve druhé etapě stale bojovali Alen a Kankkunen o první pozici. Třetí byl salonen, čtvrtý Blomqvist a pátý Vatanen. Na šesté místo se probojoval Sebastien lindholm s Audi Quattrem. Alen stále držel vedoucí pozici před Kankkunenem. ten ale měl defekt a propadl se až do druhé desítky. Na druhém místě ho tak pro jeden test vystřídal salonen, kterého ale vyřadila porucha motoru. Druhý tak byl Blomqvist a třetí Vatanen. Oba jezdci Fordu si ale své pozice často střídali. čtvrtou pozici držel Per Eklund.
Ve třetí etapě Alen udržoval své vedení před Vatanenem, Bolmqvistem a Eklundem. Za nimi se držel Edling s Mazdou a Kankkunen s Lancií. Alen udržel vedoucí pozici i ve čtvrté etapě. Vatanen se na několik testů propadl za Blomqvista, ale nakonec jej znovu předstihl. Za nimi byli Eklund a Kankkunen.

## Výsledky[1]
1. Markku Alén - Kivimäki Ilkka – Lancia Delta HF
2. Vatanen Ari - Harryman Terry – Ford Sierra RS Cosworth
3. Blomqvist Stig - Berglund Bruno – Ford Sierra RS Cosworth
4. Eklund Per - Whittock Dave – Audi Coupé Quattro
5. Kankkunen Juha - PiironenJuha – Lancia Delta HF 4WD
6. Edling T. - Andersson H. – Mazda 323 4WD
7. Lindholm Sebastien - Pettersson S. – Audi Coupé Quattro
8. Palmqvist Tomi - Juselius Arto – Audi Coupé Quattro
9. Johansson E. - Johansson J. – Audi Coupé Quattro
10. Junnila Sampsa - Tuominen Timo – Peugeot 205 GTI 1.9